# Korneliushorn aus St. Severin

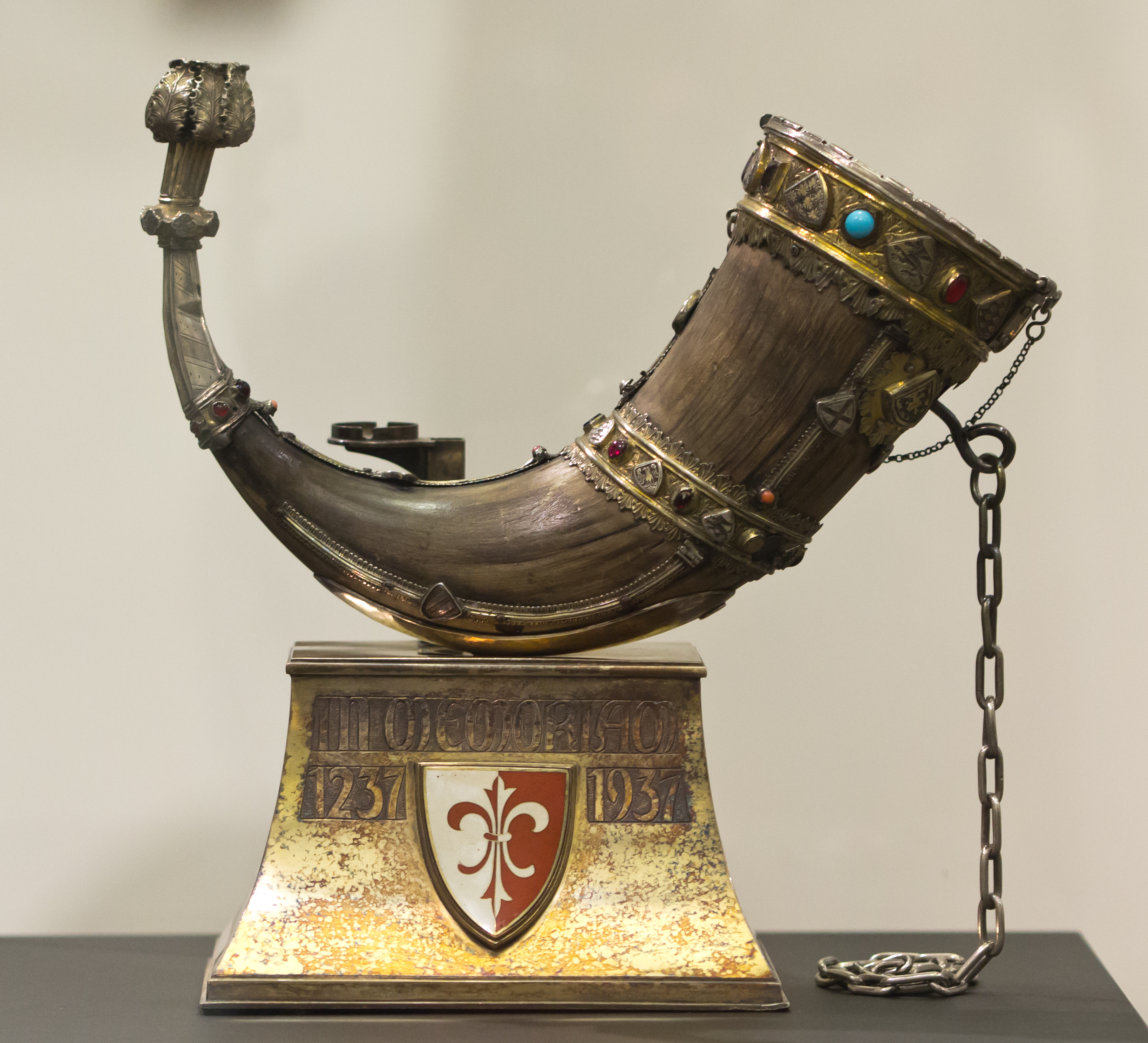
Seitliche Ansicht des Korneliushorns aus St. Severin

Das Korneliushorn aus St. Severin (auch: Corneliushorn, Horn des hl. Cornelius) ist ein hochwertig verziertes Büffelhorn, das in der Kölner Kirche St. Severin seit der Zeit um 1500 als Reliquiengefäß genutzt wird. Es gehört zum Kirchenschatz der romanischen Basilika.

## Kontext
Das Horn ist das ikonografische Heiligenattribut des Papstes Cornelius, was auf eine Fehlinterpretation des Namens „Cornelius“ vom lateinischen „cornu“ (Horn) zurückgeht und zu seiner Rolle als Patron des „Hornviehs“ geführt hat. Zentrum seiner Verehrung ist das Rhein-Maas-Gebiet, nachdem im 9. Jahrhundert die Reliquien des Heiligen in die Region gekommen waren. In der Aachener Abteikirche St. Kornelius, ehemals Klosterkirche der Reichsabtei Kornelimünster, wird eine Reliquie als Haupt des Heiligen verehrt.
Der Bezug von Kornelius zum Horn entstand der Legende nach, weil der Heilige die Klaue eines Greifen von diesem als Geschenk erhalten habe, nachdem er ihn durch Gebete von der Fallsucht geheilt hatte. Danach habe er die Klaue als Trinkgefäß genutzt. Dementsprechend steht bereits die Bezeichnung „Greifenklaue“ für ein solches Horn, unabhängig von der Verwendung, mit Cornelius in Verbindung.

## Beschreibung

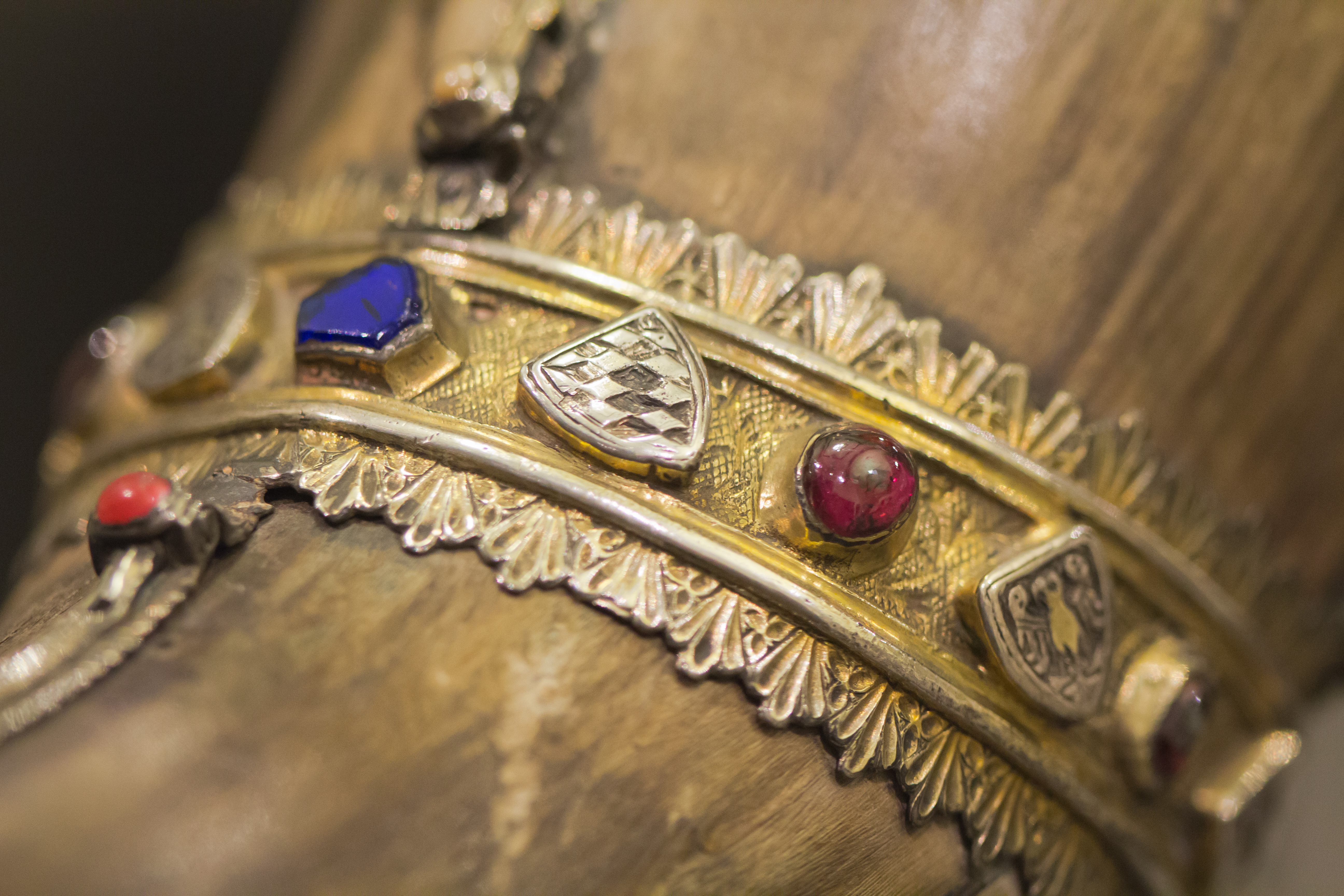
Detail des oberen Reifens mit Wappen und Edelsteinen

Das Horn – eine „Greifenklaue“ – ist ein braungraues, mit Goldschmiedearbeiten eingefasstes Büffelhorn, wie es in adligen Kreisen als Trinkgefäß oder als Jagdhorn diente.
Das Horn hat laut einer Beschreibung von Franz Bock aus dem Jahr 1858 eine Spannweite von 28 Zentimetern und an seiner Öffnung einen Durchmesser von 10 Zentimetern. Es ist der Länge nach von drei schmalen Bändern gesäumt. Hinzu kommen an der Mündung und in der Mitte zwei breitere, profilierte und silbervergoldete Metallbänder, die abwechselnd mit 23 teils doppelt vorkommenden Wappenschilden sowie Amethysten, Rubinen und anderen Edelsteinen besetzt und am Rand mit Blattfriesen eingefasst sind. An der Hornspitze ist eine silbervergoldete Kappe mit einem edelsteinverzierten Schaft aufgesteckt, der in einen kleinen Knauf mit winzigen Vierpassröschen und an der Spitze in einen hängenden Eichenlaubkranz abschließt. Franz Bock interpretierte diesen Abschluss als Mundstück und das Horn entsprechend nicht als Trinkgefäß, sondern als Hifthorn (Signalhorn), wie es von Rittern und Fürsten auf der Falkenjagd benutzt worden sei.
An der unteren Wölbung des Horns, nahe der Mündung, ist auf einem goldenen Plättchen ein weiteres, größeres Wappen mit einem Pflanzenornament aufgebracht, neben dem auf einem Spruchband in gotischer Minuskelschrift der Text „mitz willen“ eingraviert ist.

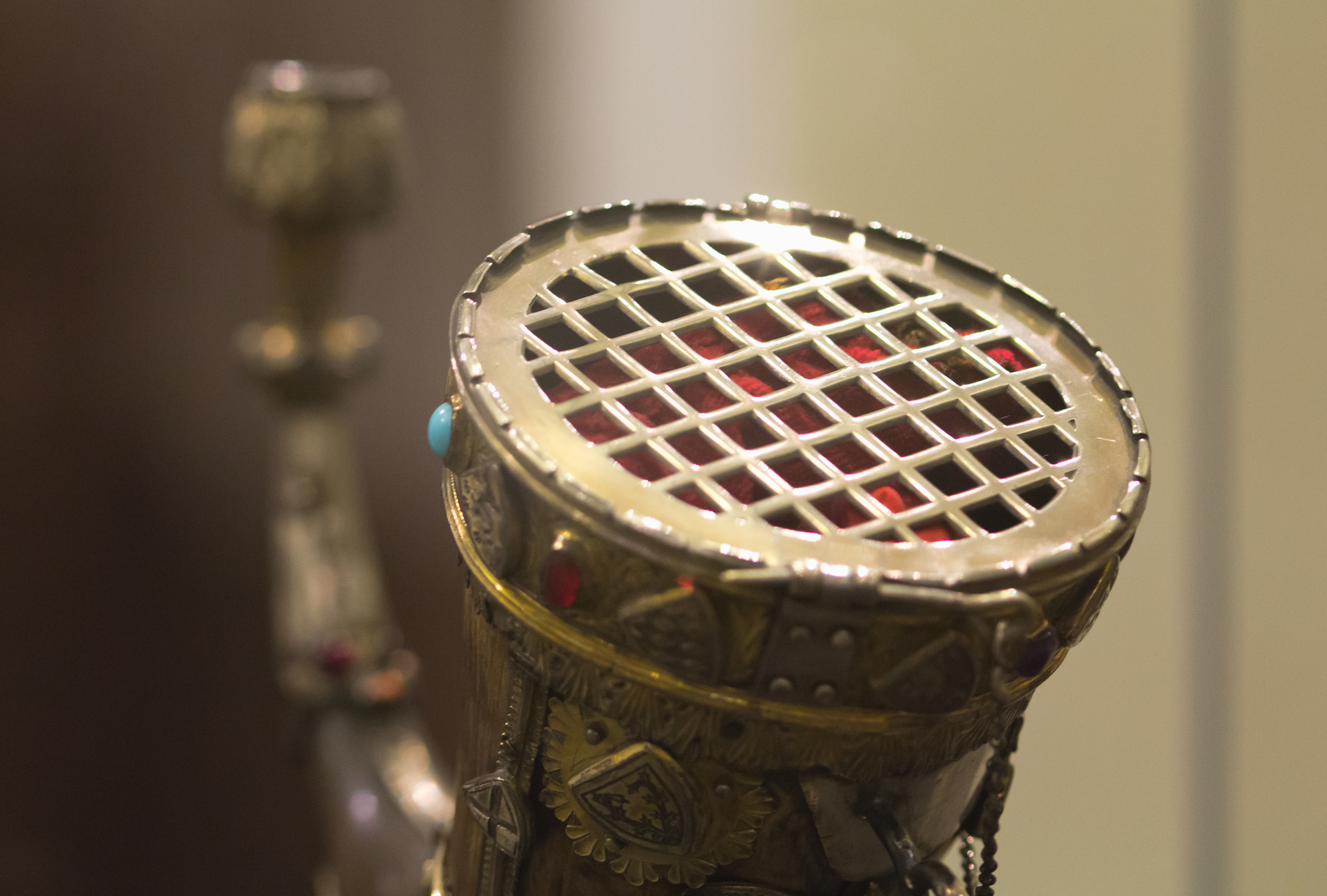
Gitterrost zum Schutz der Reliquien

Ein um 1500 bei der Umwidmung zum Reliquienschrein angebrachter Gitterrost an der Öffnung erlaubt den Blick der Gläubigen auf die Reliquien.
Aus dem Jahr 1937 stammt ein verzierter und beschrifteter Sockel der Pfarrgemeinde St. Severin, die ihn zum 700-jährigen Jubiläum von Weihe und Hochchor der Kirche von Fritz Zehgruber anfertigen ließ. Er enthält eine weitere Halterung, die bei der Aufstellung in der Kirche normalerweise die als Severinusstab verehrte Reliquie, einen silbergetriebenen Bischofsstab mit Holzkern, aufnimmt.

## Herkunft und Datierung
Die silbervergoldete Einfassung dieses Korneliushorns entstand wohl in der zweiten Hälfte des 14. Jahrhunderts oder später, worauf die Wappenschilde, silbervergoldeten Bänder und Edelsteine der Verzierung hinweisen. Die Wappen verweisen auf eine Herkunft außerhalb des Rheinlands, laut Franz Bock (1858) und Herbert Rode (1951) deuten sie u. a. auf böhmische, bayerische und französische Adelshäuser hin.
Die Umwidmung als Reliquienschrein kann durch eine Schriftdatierung der beigelegten Zettel (Cedulae) auf die Zeit um 1500 hin bestimmt werden. Seitdem wurde das Horn als Reliquiar und damit als Korneliushorn „zweitverwendet“ und es werden neben den „leiblichen Überresten“ des Cornelius auch solche des Cyprianus, Hubert, Elisabeth sowie Reliquien der 11.000 Ursulinischen Jungfrauen darin verwahrt. 1737 wurde das Reliquiar im Schatzverzeichnis von St. Severin geführt; im Jahr 1829 wurden noch Reliquien des Heiligen Severin beigegeben.
Aufgrund der räumlichen Zugehörigkeit der beiden Heiligen Cornelius – schon im Mittelalter einer der Patrone der Severinskirche – und Ursula, der Stadtpatronin von Köln, kann angenommen werden, dass die Umarbeitung des Horns zum Reliquiar für Köln oder sogar speziell für St. Severin erfolgte.

## Heutige Nutzung
Üblicherweise wird das wertvolle Gefäß im Reliquienschrank an der Nordwand des Chores von St. Severin verschlossen aufbewahrt. Einmal wöchentlich allerdings wird es zusammen mit dem Severinusstab bei einem Gottesdienst – der „Hörnchensmesse“ – in der Pfarrkirche St. Severin gezeigt. Im Jahr 2010 war es Teil der Ausstellung Verborgene Schätze. Meisterwerke gotischer Goldschmiedekunst aus Köln in der Schatzkammer des Kölner Doms. Während einer Sanierungsmaßnahme in St. Severin im März 2016 wird das Horn für den Zeitraum von zwei Monaten an das Museum Schnütgen ausgelagert, wo es die aktuelle Sonderpräsentation Auf den Spuren von Reliquien und Heiligen ergänzt. Auch die Hörnchensmesse findet deshalb einmalig in dem Museum statt, das in der ehemaligen, jedoch nicht profanierten Stiftskirche St. Cäcilien seinen Sitz hat.